# Nicole Whippy
Nicole Whippy, née le 23 septembre 1979 à Suva, est une actrice et réalisatrice néo-zélandaise originaire des îles Fidji.

## Biographie
Nicole Whippy est née à Suva, aux îles Fidji. Elle a deux ans lorsque sa famille s'installe à Botany Downs, en Nouvelle-Zélande. Très tôt, elle souhaite devenir actrice. En 1999, elle obtient un bachelor en arts de la scène et de l'écran. Pendant 20 ans, elle travaille pour la télévision, dans des séries de la comédie néo-zélandaise.
En 2011, elle interprêtre le rôle de Michelle Hardcastle, femme d'affaires pendant trois saisons de Nothing Trivial.
Elle fonde une école de théâtre pour les jeunes de son quartier : Point Chevalier Drama Club.
En 2019, Nicole Whippy réalise avec sa sœur Sharon, le film Vai. Elles dirigent la partie sur les îles Fidji.

## Filmographie

### Actrice
Séries
- Xena: Warrior Princess : Chilapa
- 1999-2000 : Jackson's Wharf
- 2001 : The Lost World
- 2002-2003 : The Strip
- 2003 : Mercy Peak
- 2005-2010 : Outrageous Fortune
- 2006-2007 : Orange Roughies
- 2011-2013 : Nothing Trivial
- 2019 : Shortland Street

### Réalisatrice
- 2019 : Vai

## Théâtre
- The Mountaintop avec David Fane
- Un tramway nommé désir, 2017